# 钝吻棒花鱼
钝吻棒花鱼（学名：Abbottina obtusirostris）为輻鰭魚綱鯉形目鲤科棒花鱼属的鱼类，俗名鸟嘴，是中国的特有物种。分布于岷江及沱江水系等，属于小型鱼类，體長可達7.6公分，其主要栖息于水底层生活。该物种的模式产地在四川成都。
其种加词“obtusirostris”意为“钝吻的”。